# Topònims de la Quadra de Llania
Llistat de topònims del territori de l'antiga quadra de Llania, de l'antic terme municipal d'Hortoneda de la Conca, actualment integrat en el de Conca de Dalt, del Pallars Jussà, presents a la Viquipèdia.

## Masies (pel que fa al territori)
| - Llania de Dalt | - Casa Vella de Llania |  |  |

## Geografia

### Boscs
- Bosc de Llania

### Camps de conreu
- Hort de la Planta

### Corrents d'aigua
| - Barranc de Llabro | - Barranc de la Molina | - Llau de l'Obaga de Teresa |  |

### Entitats de població
- Llania

### Masies (pel que fa al territori)
| - Llania de Dalt | - Casa Vella de Llania |  |  |

### Muntanyes
- Cap del Bosc de Llania

### Serres
- Los Serrats